# Estadio del Ejército
El Estadio del Ejército, o Estadio Coronel Guillermo Reyes Gramajo fue un estadio de fútbol situado en Ciudad de Guatemala, Guatemala, y la antigua sede oficial del Aurora F. C. de la Primera División de Guatemala.

## Historia
A principios de la década de los años 1960, se comenzó a gestar la idea de construir un estadio que fuera la sede del Aurora F.C., para lo cual la junta directiva de esa época que estaba presidida por Adrián Rodríguez inició las gestiones para hacer realidad el proyecto, solicitando su construcción al Ministro de la Defensa Nacional, el Coronel Rafael Arreaga Bosque, y al Jefe de Estado, Enrique Peralta Azurdia así como los fondos necesarios para la construcción del estadio.
Los trabajos se iniciaron sobre un estadio ya existente, con la remodelación del césped, que fue inaugurada el 3 de octubre de 1964, y teniendo como único graderío uno construido de madera, donde después se construyó la tribuna principal.
Después se construyeron las tribunas y posteriormente la general, de lo que fue conocido como "el coloso de hierro", llamado "Estadio del Ejército", siendo su última construcción la General Sur, inaugurada el 2 de abril de 1970. Lo que hoy es el vestuario local, en esa época eran las oficinas del negociado de deportes del Ejército y sede del club Aurora, por lo que aproximadamente en 1973, se construyeron las instalaciones que hoy ocupa el área administrativa del negociado de deportes y la sede del club.
El estadio es propiedad del Ministerio de la Defensa Nacional de Guatemala, lo que ha causado algunas pugnas entre el club y la Dirección General de Deportes y Recreación del Ministerio por el uso de las instalaciones.
En diciembre de 2021 el Instituto de Previsión Militar comenzó la demolición de parte del estadio con vistas a su remodelación para modernizar las instalaciones.

## Conciertos
El 15 de septiembre de 2007, el estadio fue escenario del inicio de la multitudinaria gira mundial Tour 2007, el retorno del grupo musical español Héroes del Silencio ante unas 24 mil personas, después de 11 años de separación. El estadio del Ejército ha sido escenario de numerosas actuaciones de artistas como Daddy Yankee, Shakira o Def Leppard entre otros.